# Konagama

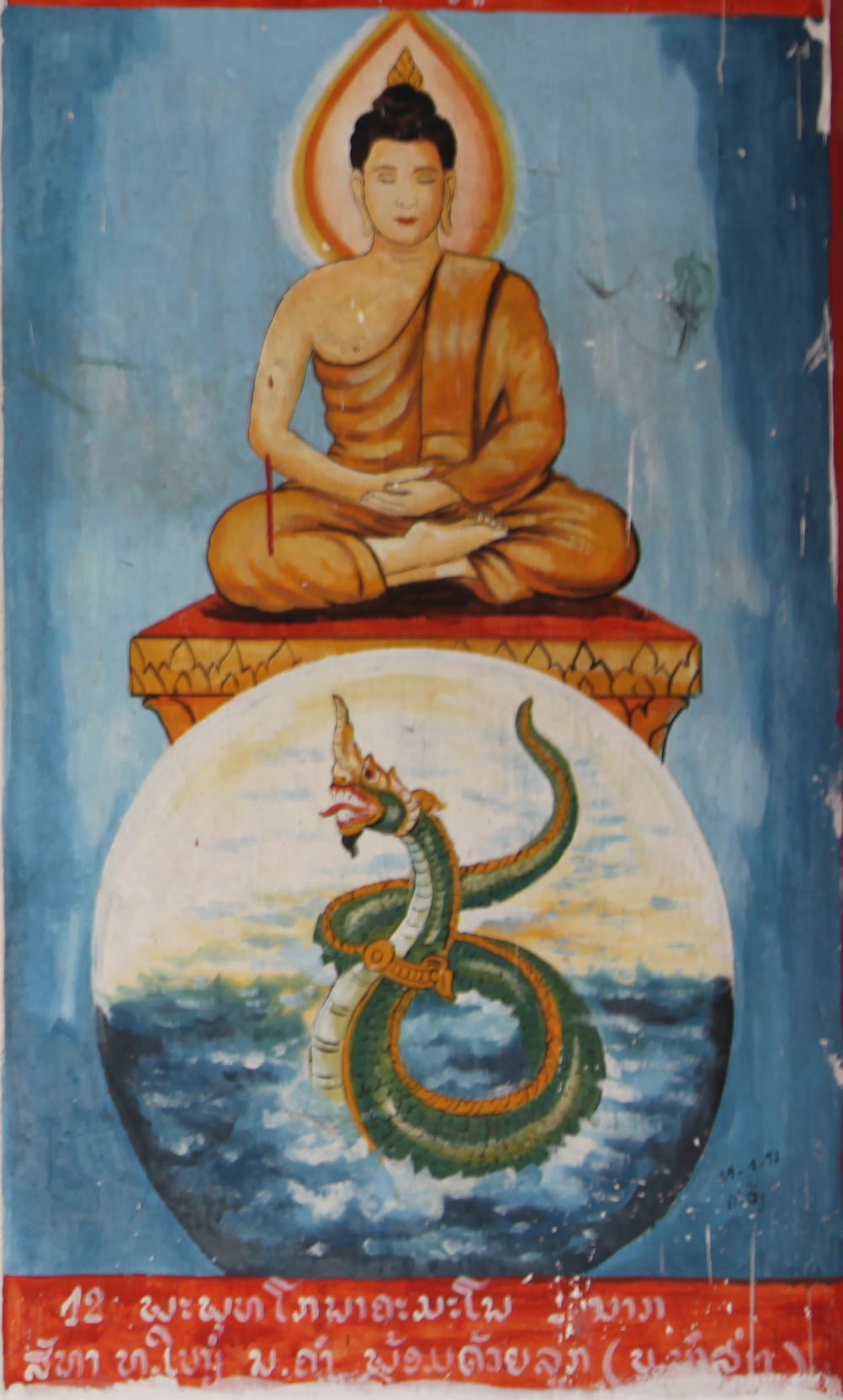
Konagamana Buddha, Wat Ho Xieng, Luang Prabang, Laos

Nach buddhistischer Überlieferung war Koṇāgama (Sanskrit: Kanakamuni) der Name eines Buddhas, der neben Dipamkara und Kashyapa als vorzeitiger Buddha ungefähr um das 6. Jahrtausend v. Chr. gewirkt hat, lange vor dem Erscheinen von Buddha Siddhartha Gautama des gegenwärtigen Zeitalters.